# Metopiora sanguinata
Metopiora sanguinata är en fjärilsart som beskrevs av Lucas 1892. Metopiora sanguinata ingår i släktet Metopiora och familjen nattflyn. Inga underarter finns listade i Catalogue of Life.